# Vasili Lúkich Dolgorúkov

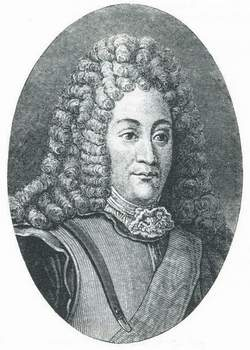
Príncipe Vasili Dolgorúkov (1672-1739)

El príncipe Vasili Lukich Dolgorúkov (en ruso: Васи́лий Луки́ч Долгору́ков; 1672 – 8 de noviembre de 1739) fue un diplomático y ministro ruso, el hombre más poderoso del país en los últimos años del reinado de Pedro II.
Descendiente por línea masculina del legendario príncipe Riúrik, Dolgorúkov fue uno de los integrantes de la primera hornada de jóvenes que Pedro el Grande envió al extranjero para que fueran educados.  De 1687 a 1700 residió en París, donde aprendió en profundidad los principales idiomas europeos, la elegancia superficial de la corte de Versalles y el sistema moral de los jesuitas.
A su regreso a Rusia entró en el servicio diplomático. Desde 1706 a 1707 representó a Rusia en Polonia, y de 1707 a 1720 fue nombrado ministro en Copenhague, donde tuvo éxito en la misión de persuadir al rey Federico IV de entrar en la segunda coalición contra Carlos XII. A finales de 1720 sería transferido a Versalles, con la intención de que buscara la mediación de Francia en las negociaciones proyectadas con Suecia y obtener el reconocimiento del título imperial de Pedro por la corte francesa. En 1724 representó a Rusia en Varsovia y en 1726 en Estocolmo, donde su propósito era hacer que Suecia abandonara la alianza de los Hannover, aunque no tuvo éxito.
Durante el reinado de Pedro II, Dolgorúkov fue nombrado miembro del Consejo Secreto Supremo (en ruso: Верховный тайный совет). Tras procurar el destierro de Aleksandr Ménshikov, falsificó una carta que quiso hacer pasar como la última voluntad del emperador, en la que se nombraba a Ekaterina Dolgorúkova como su sucesora. No obstante se daría cuenta poco después de lo poco viable que era su estrategia, y se convertiría en uno de los primeros partidarios del ascenso de Anna Ioánnovna al trono con la condición que previamente firmara nueve "artículos de limitación", que dejaban el poder supremo en el consejo ruso.
Anna, que repudió los "artículos" a la primera oportunidad, nunca se lo perdonó a Dolgorúkov. Fue privado de todos sus cargos y dignidades el 17 de abril de 1730, y acabaría siendo desterrado al Monasterio de Solovetsky. Nueve años más tarde se le acusaría de nuevo de haber falsificado la voluntad de Pedro II, por lo que sería torturado y decapitado en Nóvgorod el 8 de noviembre de 1739.